# Emma Guntz

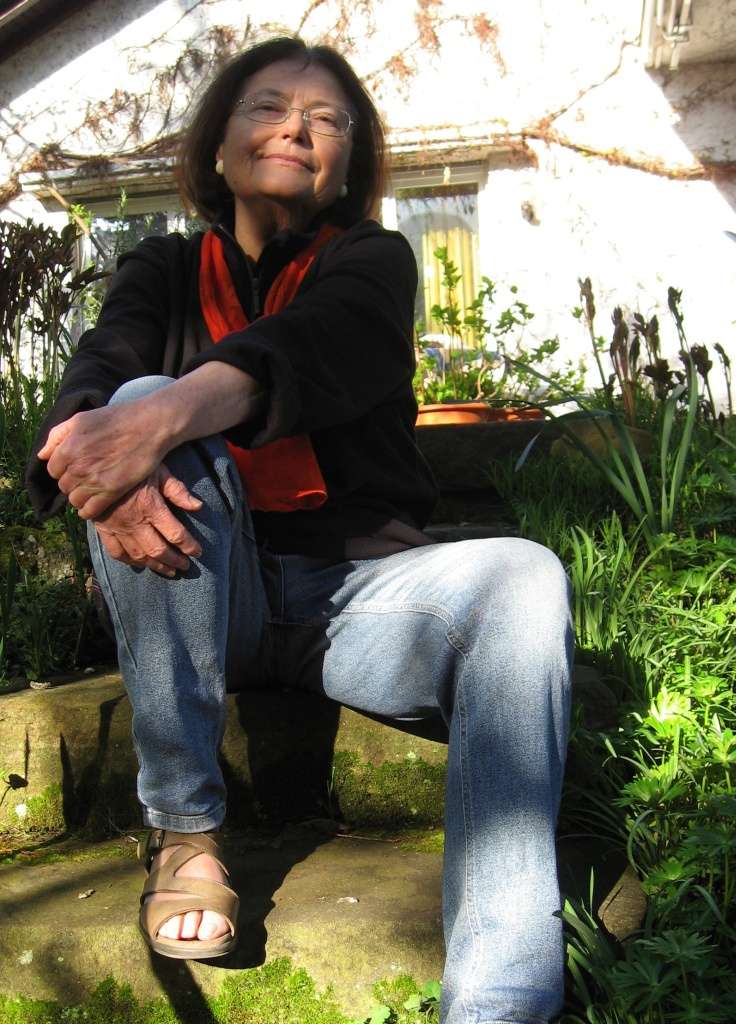
Emma Guntz 2011

Emma Guntz (geb. Linnebach; * 30. August 1937 in Bruchsal) ist eine deutsch-französische Dichterin, Publizistin und Journalistin, die in Straßburg lebt und arbeitet.

## Werdegang
Nachdem sie das Abitur in ihrer Heimatstadt Bruchsal abgelegt hatte, studierte sie an der Ruprecht-Karls-Universität Heidelberg Englisch, Latein und Geschichte. Rasch nach dem Abschluss des Studiums heiratete sie den Straßburger Arzt Antoine Guntz, mit dem sie drei Kinder hat, und wirkte seit den 1970er Jahren als Journalistin im Rundfunk, wo sie den Elsässern die deutschsprachige kulturelle Tradition näherbrachte. Von 1984 bis 1996 hatte sie eine wöchentliche Lyriksendung bei France 3 Alsace, in der sie zeitgenössische französische, deutsche und elsässische Dichtung vorstellte. 1996 erschien ihr erster eigener Lyrikband In Klarschrift. Weitere Lyrikbände folgten, so zuletzt 2009 Späte Widmung.

Ihr jüngster Prosaband, MAdamEva, mit Co-Autor Wendelinus Wurth und mit Zeichnungen von Claudia Klein und Franz Handschuh, ist eine etwas anders verlaufende „Schöpfungsgeschichte der besonderen Art. Wobei Schöpfungsgeschichte nicht der richtige Ausdruck für das ist, was Guntz so phantasievoll poetisch wie stilistisch präzis in Worte gefasst hat.“

Auch als Journalistin ist Emma Guntz tätig; sie schreibt Feuilleton-Beiträge, z. B. für die deutschsprachige Ausgabe der Dernières Nouvelles d’Alsace, sowie Glossen und Kurzgeschichten.
Im Jahr 2000 erhielt sie den Johann-Peter-Hebel-Preis des Landes Baden-Württemberg und war im Jahr 2001 als erste Frau Turmschreiberin im pfälzischen Deidesheim. Ergebnis des Aufenthaltes waren die Deidesheimer Gedichte in einem weiteren Lyrikband Ein Jahr Leben (2002).
Seit 1989 war Emma Guntz Mitorganisatorin der literarischen Biennale MITTELEUROPA in Strasbourg-Schiltigheim, die im März 2008 zum zehnten und letzten Mal stattfand. Von 1986 bis 2001 war sie Präsidentin des Vereins zur Resozialisierung von Jugendlichen und Langzeitarbeitslosen.

## Veröffentlichungen
- Literarische und kulturpolitische Essays vor allem in Allmende – Zeitschrift für Literatur
- Kurzgeschichten und Gedichte u. a. in Anne Birk, Birgit Heiderich & Regine Kress-Fricke (Hrsg.): Lesebuch Schreibende Frauen. 46 Autorinnen stellen sich vor. Braun, Karlsruhe 1988, ISBN 3-7650-8061-6
- mit André Weckmann: Das Land dazwischen/Une saga Alsacienne. 1870–1919. Salde, Strasbourg 1997, ISBN 2-903850-15-1
- mit André Weckmann (Hrsg.): Elsass. Ein literarischer Reisebegleiter. Mit Fotografien von Pieter Jos van Limbergen. Insel-Verlag, Frankfurt/Leipzig 2001, ISBN 3-458-34446-2
- (Hrsg.): Unterwegs – Ein Weihnachtsbuch/En chemin – Une anthologie de Noël. Drey-Verlag, Gutach 2011, ISBN 978-3933765-59-8
- (Hrsg.): Der Apfel / c'est si bon / biss nin", eine Anthologie, Drey-Verlag/SALDE, 2013
- Im Schatten des Bruchsaler Schlosses. In: Dernières Nouvelles d’Alsace. 14. Oktober 2012
- mit Franz Handschuh, Claudia Klein, Wendelinus Wurth: MAdamEva. Drey Verlag, Gutach 2015, ISBN 978-3-933765-84-0

Eigene Lyrikbände
- In Klarschrift. Le Drapier Editeur, 1996
- Hasen sterben lautlos – couleur fraise, couleur framboise. Gollenstein, Blieskastel 2000, ISBN 3-933389-21-6
- Ein Jahr Leben. Gedichte. Verlag Pfälzer Kunst Blinn, Landau 2002, ISBN 3-922580-92-0
- Späte Widmung. Drey-Verlag, Gutach 2009, ISBN 978-3-933765-45-1

- Noch. mit Illustrationen von Claudia Klein und Franz Hartschuh, Drey Verlag, Gutach 2019, ISBN 978-3-948482-02-2

## Preise und Ehrungen
- 1987: René Schickele Medienpreis (Strasbourg) verliehen von der Gesellschaft zur Förderung der zweisprachigen Kultur im Elsass
- 1997: Hebelplakette der Gemeinde Hausen im Wiesental
- 2000: Johann-Peter-Hebel-Preis des Landes Baden-Württemberg
- 2001: Deidesheimer Turmschreiberin